# Anne Hidalgo
Anne Hidalgo, nascuda com a Ana María Hidalgo Aleu (San Fernando, Cádiz, 19 de juny de 1959) és una política francoespanyola. Membre del Partit Socialista francès, va ser la primera dona a assolir l'alcaldia de París i és batllessa de la capital francesa d'ençà del 2014.

## Biografia
Filla d'un electricista i una modista espanyols, va arribar amb la seva família a França, concretament a Lió, l'any 1961 i fins a 1973 no van obtenir la nacionalitat francesa. Hidalgo cursà estudis universitaris a la Universitat de París X Nanterre i es diplomà en Dret sindical i social.

### Carrera política
El 1994 va ingressar en el Partit Socialista francès.
Durant el període 1984-1997 va treballar com a Inspectora de Treball a Chevilly-Larue, amb una incursió l'any 1996 a l'empresa privada, com a responsable de recursos humans de la Companyia General d'Aigües.
L'any 1997 va ser Consellera Tècnica de la Ministre d'Ocupació i Solidaritat, Martine Aubry, i a l'any següent ingressà en el gabinet de Nicole Pery, Secretari d'Estat pels Drets de les dones i Formació Professional.
Durant la campanya electoral presidencial de 2002, Lionel Jospin la va escollir com a portaveu pels temes d'educació.
Políticament lligada a l'alcalde de Paris, Bertrand Delanoë, del que va ser la primera adjunta a l'alcaldia durant el període 2001 a 2014, amb responsabilitats sobre Paritat home-dona (2001) i Urbanisme i Arquitectura (2008).
El 2001 va guanyar les eleccions a l'alcaldia del districte 15è, amb el 41,2% dels vots.
El març de 2014 va guanyar les eleccions a l'alcaldia de París; s'imposà en la segona volta a la candidata de l'UMP, Nathalie Kosciusko-Morizet, per 53,34% a 44,06%.
El 8 d'agost de 2016 va ser escollida Presidenta de l'organització mundial de ciutats pel canvi climàtic - C40 Climate Leadership Group-.
El mes de gener de 2019 va anunciar la pròxima creació d'una policia municipal, operativa a partir del 2020, amb un total de 3400 agents, equipats amb porres "Tonfa" i gasos lacrimògens.
En la segona volta de les eleccions del 28 de juny de 2020, ajornada per motiu del coronavirus, Hidalgo que va presentar-se amb la coalició "Paris En Commun L'écologie Pour Paris" va tornar a guanyar les eleccions amb el 48,7% i s'imposa a les candidates del LR Rachida Dati - Engagés Pour Changer Paris - amb el 33,8% i Agnes Buzyn - Ensemble Pour Paris- amb el 13,3%.
El 14 d'octubre de 2021 va ser escollida pel partit socialista francès com a candidata a la presidència per les eleccions del 2022. En les primàries socialistes va guanyar al candidat Stéphane Le Foll, amb un 72% dels vots.
En una consulta denominada "Primaries Populars", amb l'objectiu d'obtenir una candidatura unitària d'esquerres, realitzada el 30 de gener de 2022 amb un total de 467000 inscrits i amb 392738 votants, Anne Hidalgo va quedar en cinquena posició. Christiane Taubira va obtenir la millor valoració, seguida de l'ecologista Yannick Jadot, Jean-Luc Melenchon, i Pierre Larrouturou.
En la primera volta de les eleccions presidencials del 10 d'abril de 2022 va obtenir el 1,74% dels vots i va demanar el vot per Emmanuel Macron per la segona volta:
" voter le 24 avril contre l'extrême droite de Marine Le Pen en vous servant du bulletin de vote Emmanuel Macron".
En la segona volta de les eleccions legislatives del 6 i 7 de juliol de 2024, en nom del partit Paris en Commun, va donar suport a la coalició Nuveau Front Populaire (Nou Front Popular) que va obtenir el 25,68% de vots, però el primer lloc en escons amb un total de 178.